# Cláusula pasarela
Una cláusula pasarela es una cláusula en los tratados de la Unión Europea que permite la alteración de un procedimiento legislativo sin una modificación formal de los tratados.
 El uso de una cláusula pasarela requiere la unanimidad de todos los Estados miembros, aunque los Estados miembros con opciones de exclusión voluntaria y aquellos que no participan en un área bajo cooperación reforzada pueden no tener voto. A diferencia de la revisión formal del tratado, su uso no requiere ratificación nacional.
Esta cláusula permite suprimir el derecho de veto, pero la obligatoria unanimidad dificulta su aplicación en áreas como la fiscalidad o los presupuestos. Por ello, en 2022 el Parlamento Europeo señaló como imprescindible «reforzar la capacidad de actuación de la Unión mediante la reforma de los procedimientos de votación» y propuso suprimir la unanimidad «en ámbitos pertinentes, como las sanciones y las denominadas cláusulas pasarela, y en caso de emergencia». Así su activación por mayoría cualificada aceleraría la desaparición de la unanimidad.

## Cláusulas generales
A partir de la entrada en vigencia del Tratado de Lisboa, existen dos cláusulas pasarela generales que se aplican a todas las decisiones tomadas en virtud de los tratados. Están sujetos a las siguientes condiciones previas:
- Debe ser aprobado por el Parlamento Europeo por mayoría absoluta de sus miembros (al menos 376 de un total de 751 eurodiputados deben votar a favor),[4] y
- Los parlamentos nacionales deben ser notificados de cualquier uso previsto de una cláusula pasarela general. Si alguien se opone a una propuesta dentro de un período de 6 meses, la propuesta falla.[5]

Siempre que se cumplan las condiciones previas, el Consejo Europeo por unanimidad puede:
- Sustituir la votación unánime en el Consejo de Ministros por la votación por mayoría cualificada,[5] y
- Pasar de un procedimiento legislativo especial al procedimiento legislativo ordinario.[5]

## Cláusulas específicas
Hay otras seis cláusulas específicas. Estas se aplican a áreas políticas específicas y pueden ser más fáciles de adoptar que las cláusulas generales, ya que requieren menos condiciones previas. En cuatro de ellas es el Consejo de la Unión Europea y no el Consejo Europeo el que puede tomar la decisión de utilizar la cláusula. El Parlamento Europeo no tiene ningún papel en cuatro de las cláusulas y se limita a ser consultado en las otras dos. Sólo en uno de ellos se mantiene el veto parlamentario nacional.
Consejo Europeo en solitario
- De conformidad con el artículo 31 del TUE, el Consejo Europeo puede ampliar la lista de asuntos de política exterior en los que el Consejo de Ministros puede votar por mayoría cualificada.[5]
- De conformidad con el artículo 312 del TFUE, el Consejo Europeo puede adoptar una decisión que permita al Consejo de la UE decidir por mayoría cualificada al adoptar los reglamentos por los que se establece el marco financiero plurianual.[5]

Cooperación reforzada
- De conformidad con el artículo 333 del TFUE, los Estados miembros que participen en una cooperación reforzada pueden votar a favor de:
  - pasar a la votación por mayoría calificada, o
  - pasar de un procedimiento legislativo especial al legislativo ordinario

dentro de esa cooperación reforzada. La decisión se toma por unanimidad de los Estados miembros participantes en el Consejo de Ministros. En caso de que se proponga pasar de una legislatura especial a una ordinaria, se deberá consultar al Parlamento Europeo.
Consejo de Ministros a propuesta de la Comisión Europea tras haber consultado al Parlamento Europeo
- En virtud del artículo 153 TFUE, el Consejo, por unanimidad a propuesta de la Comisión, previa consulta al Parlamento Europeo, modifica la toma de decisiones en determinados ámbitos que afectan al derecho de los trabajadores de un procedimiento legislativo especial (unanimidad con consulta al PE) al ordinario.

- De conformidad con el artículo 192 TFUE, el Consejo, por unanimidad a propuesta de la Comisión, previa consulta al Parlamento Europeo, modifica la toma de decisiones en determinados ámbitos que afectan a las cuestiones medioambientales de un procedimiento legislativo especial (por unanimidad con consulta al PE) al ordinario.

Consejo de Ministros a propuesta de la Comisión Europea después de que ningún parlamento nacional haya objetado con un período de notificación de seis meses
- De conformidad con el artículo 81 TFUE, el Consejo de Ministros puede adoptar una decisión que determine aquellos aspectos del derecho de familia con implicaciones transfronterizas que pueden ser objeto de actos adoptados por el procedimiento legislativo ordinario.[5]